# Crematogaster liengmei
Crematogaster liengmei är en myrart som beskrevs av Auguste-Henri Forel 1894. Crematogaster liengmei ingår i släktet Crematogaster och familjen myror.

## Underarter
Arten delas in i följande underarter:
- C. l. caculata
- C. l. liengmei
- C. l. weitzeckeri